# Bernardo Jaramillo Ossa
Bernardo Jaramillo Ossa (Manizales, Caldas; 2 de septiembre de 1955 - Bogotá, Cundinamarca; 22 de marzo de 1990) fue un político colombiano.
Fue dirigente agrario en el Urabá antioqueño, militante del Partido Comunista Colombiano, y asumió la presidencia de la Unión Patriótica después del asesinato de Jaime Pardo Leal en 1987, candidato presidencial por el mismo partido, asesinado previo a las elecciones presidenciales de 1990.

## Biografía
Nació en el seno de una familia trabajadora de Manizales. Era hijo de Nydia Ossa Escobar y de Bernardo Jaramillo Ríos. Tuvo una hermana, Clemencia. Terminó su bachillerato en el Instituto Manizales. En donde realiza importantes labores para el mejoramiento de las condiciones de los estudiantes. Se gradúa como abogado en la Universidad de Caldas en junio de 1981. Sus padres comentan que desde su juventud entendió los problemas de pobreza que vivían varias personas a su alrededor, funda un restaurante popular cuando estaba en secundaria, restaurante que en la actualidad lleva su nombre.
Siendo estudiante de secundaria y en medio de una protesta, conoce al legendario líder sindical Rubén Darío Castaño a quien consideraba su mentor político y poco tiempo después, ingresa a las filas de la Juventud Comunista Colombiana (JUCO) donde alcanza posiciones de liderazgo. Castaño sería asesinado por paramilitares en noviembre de 1985 en la puerta de su casa.
En 1977 contrae nupcias con Ana Lucía Zapata Hincapié, una docente nacida en Apía (Risaralda) con quien tuvo dos hijos; Paula Tatiana Jaramillo Zapata (1978-2014) y Bernardo Jaramillo Zapata.
Vivió en el Urabá antioqueño donde se desempeñó como personero en Apartadó, fue secretario del Partido Comunista en Urabá y asesor jurídico del Sindicato de Trabajadores de la Industria del Banano en Urabá.

### Militancia en la Unión Patriótica
Jaramillo Ossa se unió a la Unión Patriótica (UP) una vez que fue fundada en 1985, fue elegido como miembro de la Cámara de Representantes por Antioquia y más tarde en las elecciones de 1988 ocupó el escaño de Senador de la República a la vez que tras el asesinato de Jaime Pardo Leal en 1987 asume la presidencia de la UP. 
Jaramillo Ossa, había rechazado la violencia de los grupos armados tanto del estado, como los paramilitares y de las guerrillas, desvinculando a la Unión Patriótica de las FARC-EP y condenando sus actos de violencia.

"No se puede hablar de paz, ni ser consecuente con la paz, cuando no se castiga ejemplarmente a los miembros del Estado comprometidos con la violencia hacia la población civil".
Bernardo Jaramillo Ossa

Intentó darle una mayor amplitud a la UP, Jaramillo Ossa hizo esfuerzos por vincular dicho movimiento a la Internacional Socialista, lo que le valió el sobrenombre de "perestroiko". Criticó duramente a las Fuerzas Armadas Revolucionarias de Colombia - Ejército del Pueblo (FARC-EP) sobre todo por su política de "la combinación de todas las formas de lucha", desvinculando a las FARC-EP de la Unión Patriótica, aunque a la vez mantenía el apoyo de conseguir la paz con la guerrilla para lo que exigía el fin de los grupos paramilitares quienes ya habían asesinado para esa época a más de 300 militantes del movimiento, otro asunto también denunciado a todos los medios.

“Sé que la única salida política al conflicto armado pasa por el diálogo entre gobierno e insurgencia y la interlocución válida de la sociedad civil para encontrar caminos de reconciliación”
Bernardo Jaramillo Ossa

### Candidatura presidencial
Tras la muerte de Luis Carlos Galán, del partido liberal, personaje que admiraba, es elegido candidato presidencial para el periodo 1990-1994 y obtiene una inmensa popularidad por sus constantes llamados a la paz, sus denuncias de impunidad y tolerancia oficial con el paramilitarismo y las alianzas de este con el narcotráfico. Posteriormente Jaramillo planeaba una alianza con sectores muy amplios de la sociedad colombiana incluyendo a otras corrientes de izquierda como a Carlos Pizarro Leongómez, líder del desmovilizado  Movimiento 19 de abril (M-19) también candidato a la presidencia por la recién constituida Alianza Democrática M-19 y quien fue asesinado el 26 de abril de 1990. Su campaña presidencial tenía el eslogan “Venga esa mano, país”.

## Asesinato
Siendo miembro del Senado de la República y candidato presidencial por la UP fue asesinado en Bogotá el 22 de marzo de 1990.
Jaramillo se encaminaba junto a su compañera de ese momento Mariela Barragán y 16 escoltas del DAS al Terminal Puente Aéreo de Bogotá, a pesar de haber recibido amenazas de muerte no usaba su chaleco antibalas, una vez en el terminal aéreo esperarían su vuelo con destino a Santa Marta donde tomaría vacaciones y prepararía su campaña. Un joven de 16 años, sicario, llamado Andrés Arturo Gutiérrez Maya, lo esperaba y mientras Jaramillo estaba frente a una farmacia, el sicario sacó una Ametralladora Mini Ingram número 3802836 y disparó contra el candidato. Tras ser llevado al automóvil perdió el conocimiento y fue llevado a la clínica de la Policía Nacional en la avenida Eldorado y antes de ser llevado al quirófano murió tras una demora en el ascensor de la clínica.
Su crimen aún no está completamente esclarecido. Aunque inicialmente se culpó a Pablo Escobar de ser el autor intelectual, esto fue desmentido por el capo, quien en un comunicado declaraba sentir respeto por Jaramillo Ossa ya que era enemigo de la extradición. Después fueron condenados por el hecho Carlos Castaño Gil y su hermano Fidel, sin embargo en el libro Mi confesión de Carlos Castaño Gil desmiente el hecho, argumentando que estuvo presente el día de tal decisión, pero nunca estuvo de acuerdo con el operativo, argumenta también, que dicho asesinato no fue ejecutado por sus tropas, pero si por unas muy cercanas a su organización. Jhon Jairo Velásquez 'Popeye', mano derecha de Escobar argumentaría que aquel había contactado a Jaramillo para advertirle el peligro que corría. Fue uno de los miles de asesinatos y desapariciones que sufrieron los integrantes de la Unión Patriótica. Gutiérrez Maya, el asesino de Jaramillo fue asesinado meses más tarde.
Durante el sepelio de Bernardo Jaramillo en Manizales y uno simbólico en Bogotá, la multitud lloró, aplaudió y cantó «¡por esos muertos, nuestros muertos, exigimos justicia!» A Bernardo Jaramillo lo llamaban cariñosamente Garfield por su bigote, también era cariñosamente llamado "el bizcocho" (hombre apuesto). Al paso del ataúd de Bernardo Jaramillo; parlantes a todo volumen recordaban el tango de Carlos Gardel y Alfredo LePera, «Volver» que era la melodía preferida de Bernardo Jaramillo.
Después del asesinato de Jaramillo Ossa y muchos otros líderes, la dirigencia de la Unión Patriótica pasó a la social-democracia bajo el mando de Manuel Cepeda Vargas hasta su asesinato en 1994 y después por Aída Avella hasta su exilio en 1996 tras ser víctima de un atentado en su contra y luego pasó a conformar, junto con otras tendencias, el Frente Social y Político, que luego se uniría al Polo Democrático. En noviembre del 2013 la UP logró reconstruirse al recuperar su Personería Jurídica, debido al reconocimiento del Estado de que sí hubo exterminio hacia los miembros de este partido. Este crimen, al igual que el de los demás miembros de la UP, fueron declarados en 2014 por la Fiscalía General de la Nación como delitos de lesa humanidad, al concluir que se trató de un siniestro plan por parte de sectores políticos tradicionales, en alianza con agentes de seguridad del Estado, narcotraficantes y paramilitares, para impedir el ascenso de movimientos de izquierda en la política colombiana. En 2018 fueron citados por este caso 12 miembros de la Fuerza Pública.
En 2021, la Comisión Interamericana de Derechos Humanos (CIDH) admitió una demanda por la desaparición forzada de Wilson Taborda Cardona, en 1987, militante de la Unión Patriótica (UP) y conductor de Bernardo Jaramillo Ossa.

## Homenajes
En Bogotá lleva su nombre el Centro Educativo Distrital Bernardo Jaramillo Ossa. 